# Cicala (Italia)
Cicala è un comune italiano di 833 abitanti della provincia di Catanzaro in Calabria, situato ai piedi della Sila Piccola.

## Geografia fisica

### Territorio
Il territorio comunale si presenta allungato secondo la direzione Nord-Ovest/Sud-Est, delimitato praticamente dai percorsi delle fiumare "Sant'Elia" e "Pomo" ad Est e "Vecchiarelli" e "Corace" ad Ovest che, scendendo dalla Sila, costituiscono il sistema idrico principale del territorio comunale; territorio caratterizzato da una pressoché uniforme ascensione di quota che passa da un minimo di 550 m s.l.m. della punta più a valle (presso la congiunzione dei fiumi Pomo e Corace in località "Due Fiumi") ad un massimo di 1088 m s.l.m. della parte più alta, il monte "Monticello".
Dal punto di vista dei rilievi il territorio presenta tutte le caratteristiche della zona montuosa della Sila Piccola, cui praticamente appartiene, solcata da profondi avvallamenti torrentizi. L'uso del suolo è prevalentemente caratterizzato dalla presenza di castagneti e di querceti, ed in parte da vigneti, seminativi arborei in genere e boschi cedui nella fascia territoriale compresa fra le località "Volta del Torno", "Pietro Gualtieri" e "Cintarella".
Il clima infine è caratterizzato da una media ventosità e da una particolare piovosità che contribuisce, insieme alla già abbondante dotazione idrica, alla formazione delle zone verdi boschive che caratterizzano tutta la zona.
Il territorio cicalese appartiene alla Comunità Montana dei Monti Reventino, Tiriolo e Mancuso.

## Storia
Fondato nel XVI secolo, Cicala ha certamente avuto presenze sul territorio risalenti al Neolitico, com'è stato affermato dallo studioso Domenico Lovisato: «[…] azze, scalpelli, martelli e ciottoli, dell'epoca della pietra, ritrovati in Calabria […] le armi formate di rocce calabresi si trovano in abbondanza sulla parte settentrionale della provincia di Catanzaro, come Tiriolo Superiore e Cicala.»
Dopo l'età Neolitica non si hanno più tracce di insediamenti fino al 1595, quando Giovanna Branai Castriota († dopo 1595), figlia di Ferdinando, Marchese di Città Sant'Angelo, Conte di Spoltore e Camilla di Capua (discendenti di Vrana Konti) e moglie del fu Alfonso Carafa diede a un villaggio stanziato nel territorio appartenente al feudo di Tiriolo il nome di “Castriota”.
Per difficoltà economiche, nel 1610 il feudo di Tiriolo, compresi i casali, fu venduto da Francesco Maria Carafa (nipote di Giovanna Branai Castriota) al Patrizio genovese e conte di Messina Carlo Cigala, che lo acquistò per 80.000 ducati. In questo territorio era compreso anche il villaggio di "Castriota".
Da alcuni atti custoditi nell'archivio storico di Catanzaro si legge che nel 1616 alcuni uomini della "Trempa di Castagna" chiesero al Conte Cigala di fondare un casale nella "Stagliata di Fantuzzo" e di concedere loro dei capitoli di immunità. Da quel momento il villaggio Castriota prese il nome di Cigala, per poi essere cambiato in Cicala.
Si suppone che il centro abitato in origine si sviluppò principalmente sulla cosiddetta "Via Rande" (Via Grande, composta da Via Vittorio Emanuele II e da una parte di Via Garibaldi), intorno ai Palazzi dei Mancusi e dei Cigala.
Subì gravissimi danni durante il terremoto del 1783 e nel 1806, sotto la dominazione napoleonica, in seguito a ripetuti episodi insurrezionali, il piccolo centro presilano fu incendiato e parzialmente distrutto anche se, tuttavia, in breve tempo risorse; tale distruzione è confermata dai documenti dell'Archivio Comunale che esistono proprio a far data dagli anni intorno al 1810.
Grande rilievo, negli anni precedenti ed immediatamente successivi l'Unità d'Italia, ebbero le bande di briganti che imperversavano nella zona e che furono costante motivo di grave preoccupazione per i governi dell'epoca.

### Simboli
Nello stemma comunale è rappresentata una «cicala svolazzante su un castagno con frutti d'oro, posto su un cielo azzurro.»

## Monumenti e luoghi d'interesse

### Architetture religiose
Di particolare rilievo artistico-storico sono le due Chiese che testimoniano la profonda e radicata fede religiosa. 
- La prima, dell'Immacolata (ad oggi sconsacrata), risalirebbe al tardo monachesimo e la sua presenza sarebbe da collegare alla più famosa Abbazia di Santa Maria di Corazzo dalla quale la Chiesa dell'Immacolata sarebbe dipesa essendo, tra l'altro, luogo di transito sulla via di Corazzo per i numerosi pellegrini che vi si recavano.

### Architetture civili
Nel comune sono presenti alcuni fabbricati in stile liberty o in pietra, con balconi e portali, considerati beni architettonici come: Palazzo Cigala, Palazzo Mancusi, Palazzo Talarico P., Palazzo Astorino, Palazzo Mancuso, Palazzo Voce, Palazzo Talarico G., Palazzo Astorino (II).

## Cultura

### Festa di San Giacomo Maggiore Apostolo
La festa di San Giacomo M.A., Santo Patrono di Cicala, si tiene ogni anno il 25 luglio. Durante la processione viene trasportata in spalla la statua di San Giacomo M.A., essa si presenta come un'immagine policroma a foglia d'oro, realizzata in legno di pero e scolpita a tutto tondo, la tunica è di colore rosso che ricorda
il suo martirio, il mantello giallo ocra, sulle spalle porta una "mozzetta" nera con due conchiglie, cappello, bisaccia a tracolla e nella mano destra un bastone, segni del pellegrino.

## Economia

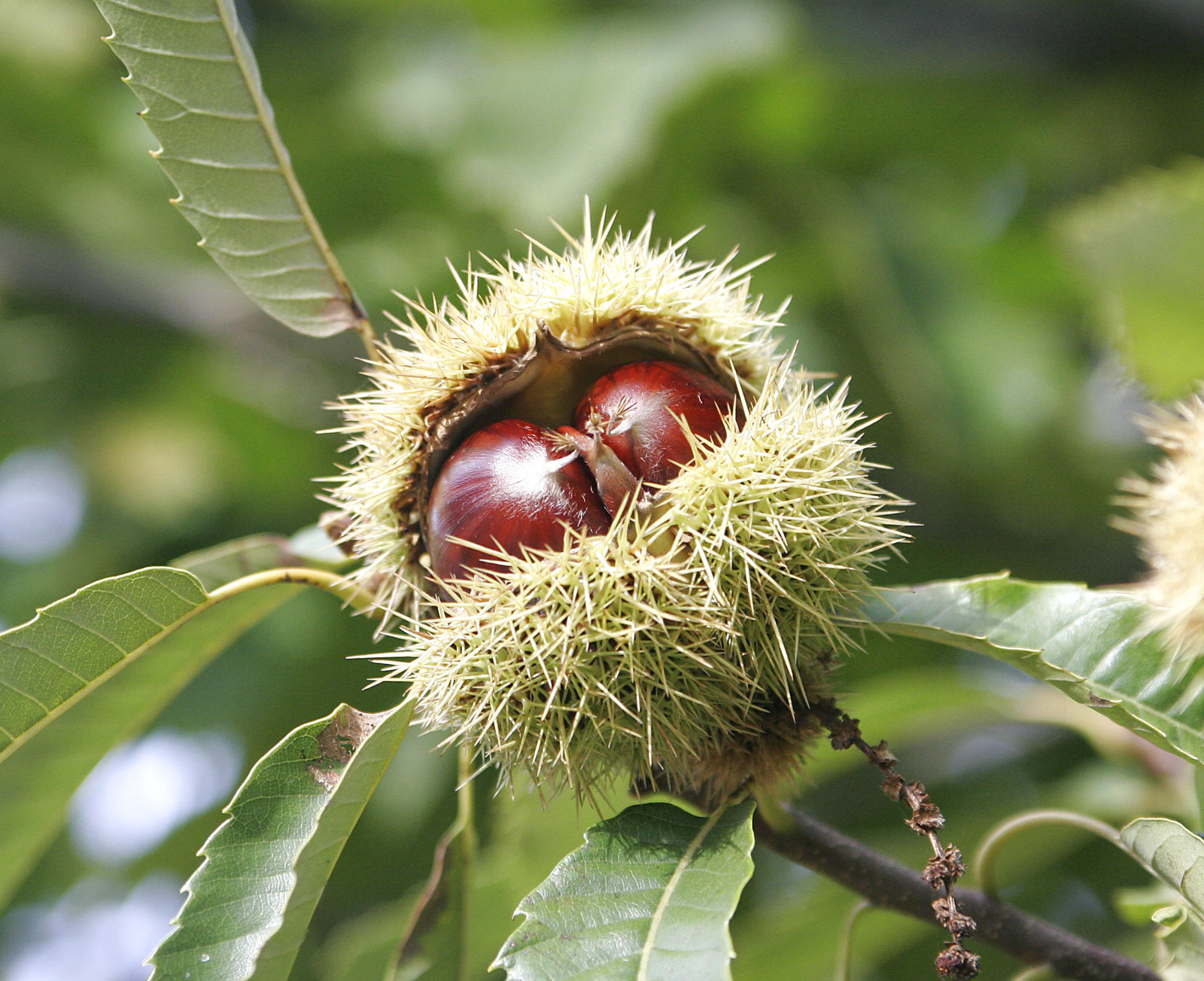
Frutto maturo del Castagno.

Per molti anni l'economia locale è stata incentrata sul castagno, sfruttato sia per il legno che per il frutto. Legate a questa fase dell'economia cicalese sono varie industrie di legname e alcune aziende alimentari che si occupano della lavorazione e trasformazione della castagna e di altri prodotti agricoli locali.
La coltivazione della castagna è stata seriamente minata dall'infestazione del Cinipide del castagno che, come in altre zone del pianeta, ne ha decimato la produzione ledendo pesantemente l'economia del piccolo borgo presilano, dove i molti coltivatori hanno visto letteralmente svanire un'importante fetta di reddito proveniente da una tradizione secolare. Degno di nota è l'impegno della comunità nello sconfiggere tale piaga attraverso l'introduzione in natura del Torymus sinensis, antagonista del Cinipide, che ha già portato risultati estremamente positivi nella coltura castanicola in Giappone.
Inoltre all'inizio degli anni duemila, collocata presso la contrada Milocca, è sorta la nuova zona P.I.P (zona industriale) che ospita la maggior parte delle piccole e medio imprese presenti nel territorio comunale.
Le principali produzioni industriali presenti nell'area cicalese si occupano di: trasformazione dei prodotti derivati dalla castagna; trasformazione di prodotti agro-alimentari in genere; produzione di salumi tipici calabresi; produzione di caldaie e impianti di riscaldamento.
Altre attività imprenditoriali degne di nota sono rappresentate principalmente da imprese agricole nelle declinazioni di coltivazione del fondo e selvicoltura.

## Infrastrutture e trasporti

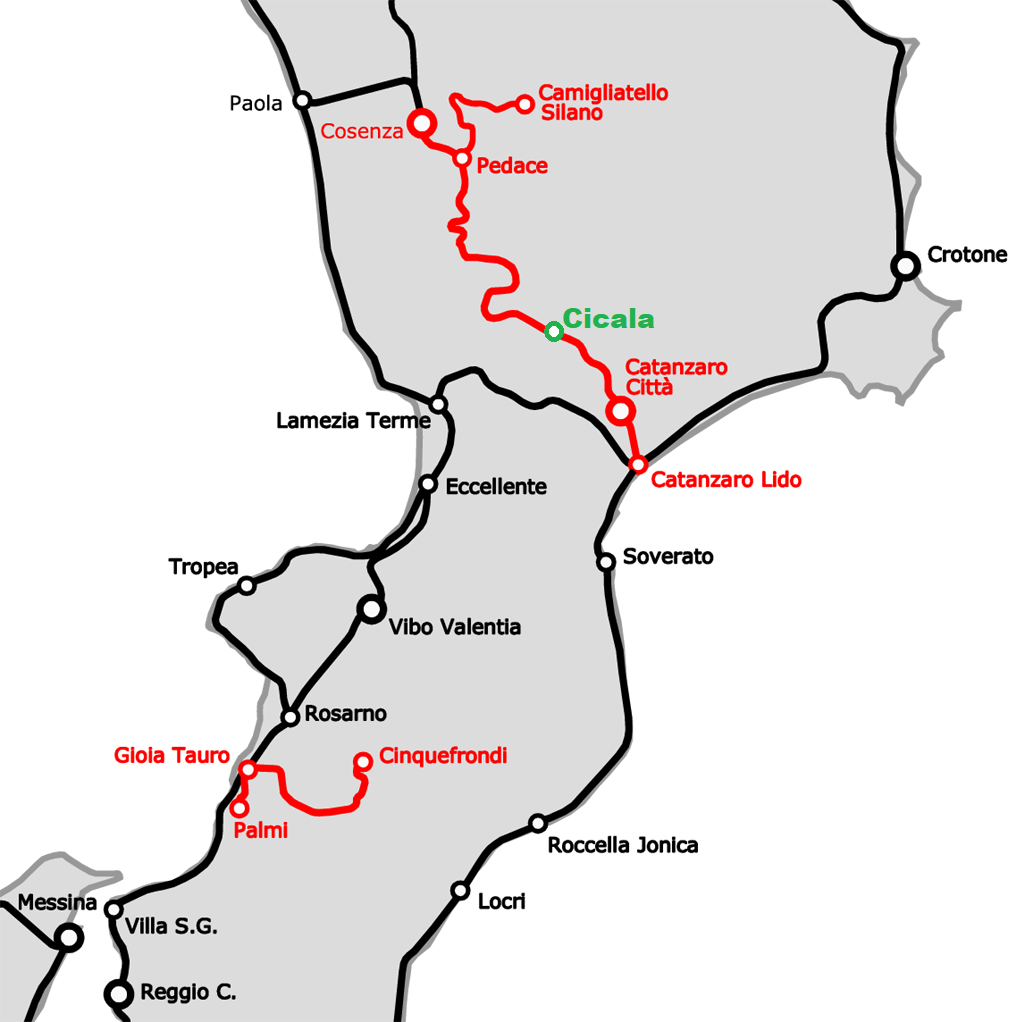
La fermata di Cicala (in verde) nel tratto ferroviario Cosenza-Catanzaro Città.

La stazione ferroviaria di Cicala si trova sul tratto della linea Catanzaro-Cosenza delle Ferrovie della Calabria. L'azienda Ferrovie della Calabria collega inoltre Cicala ad alcune località vicine.
Cicala è attraversata dalla strada statale 109 della Piccola Sila

## Società

### Evoluzione demografica
Abitanti censiti

## Galleria d'immagini

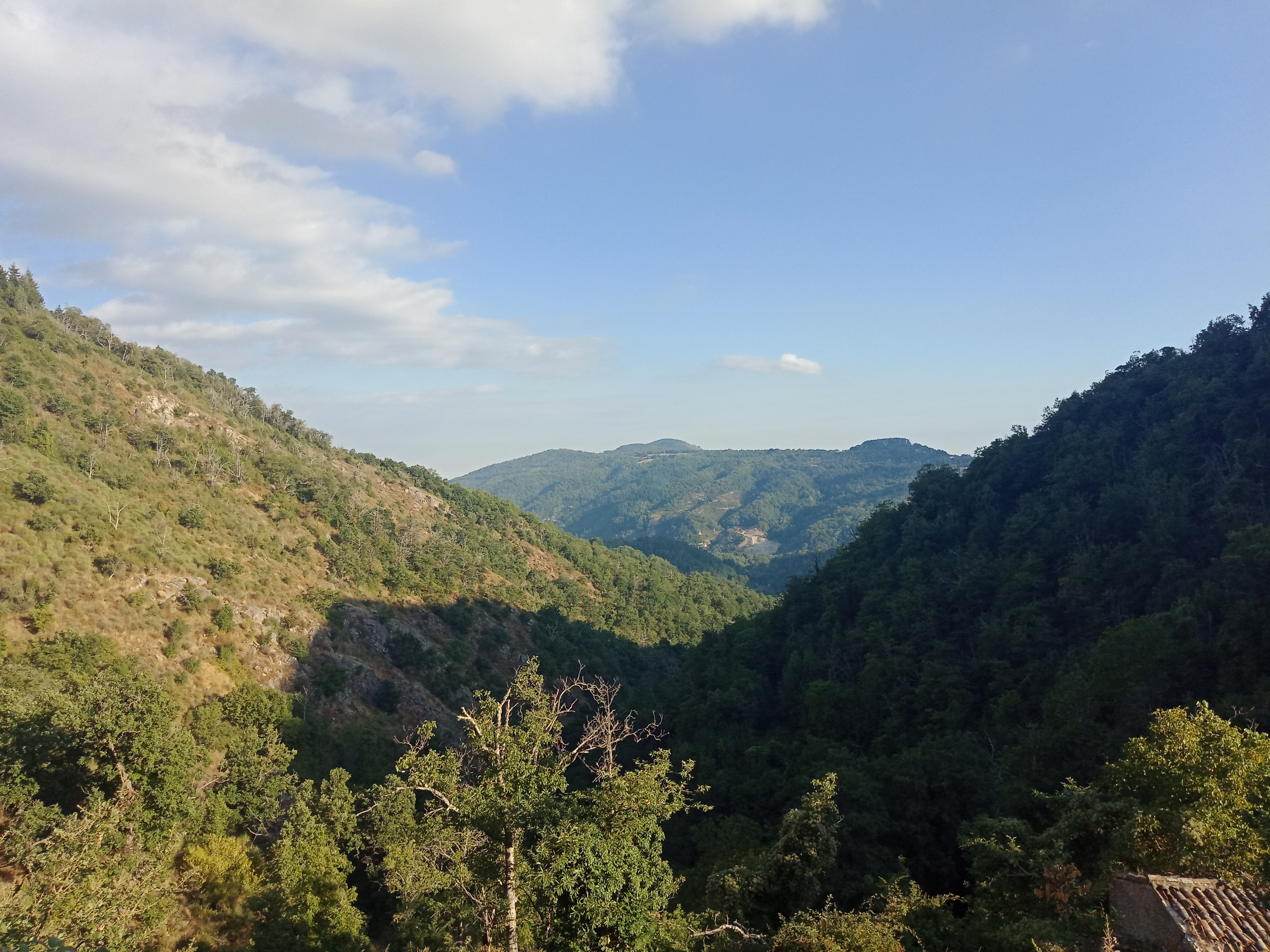
Caratteristica del paesaggio vista dall'area nord di Cicala in località San Martino
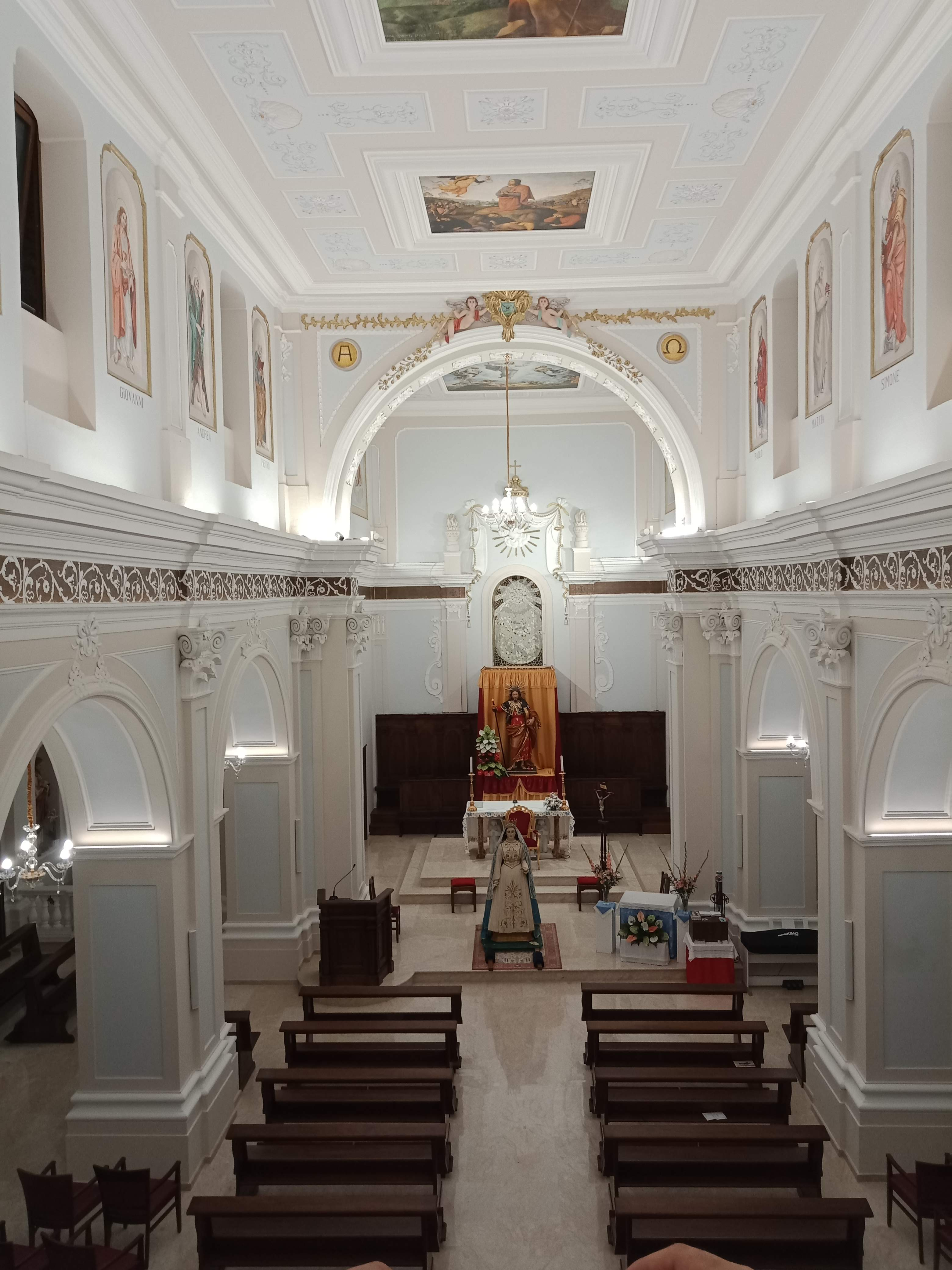
Vista della navata centrale della chiesa di San Giacomo M. A. nel luglio 2019
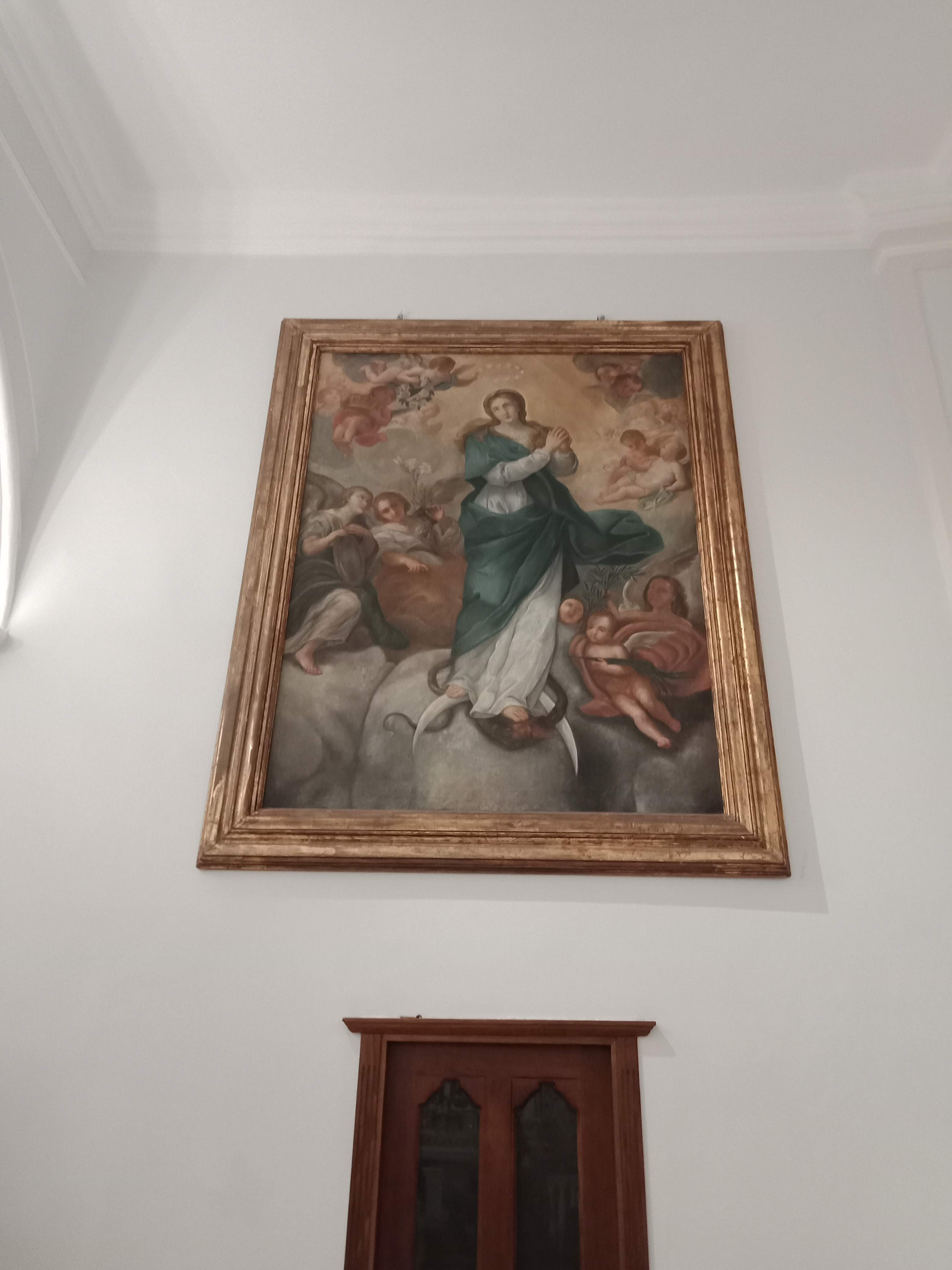
Dipinto dell'Immacolata Concezione appartenente alla scuola di Mattia Preti presente all'interno delle chiesa di San Giacomo M. A.
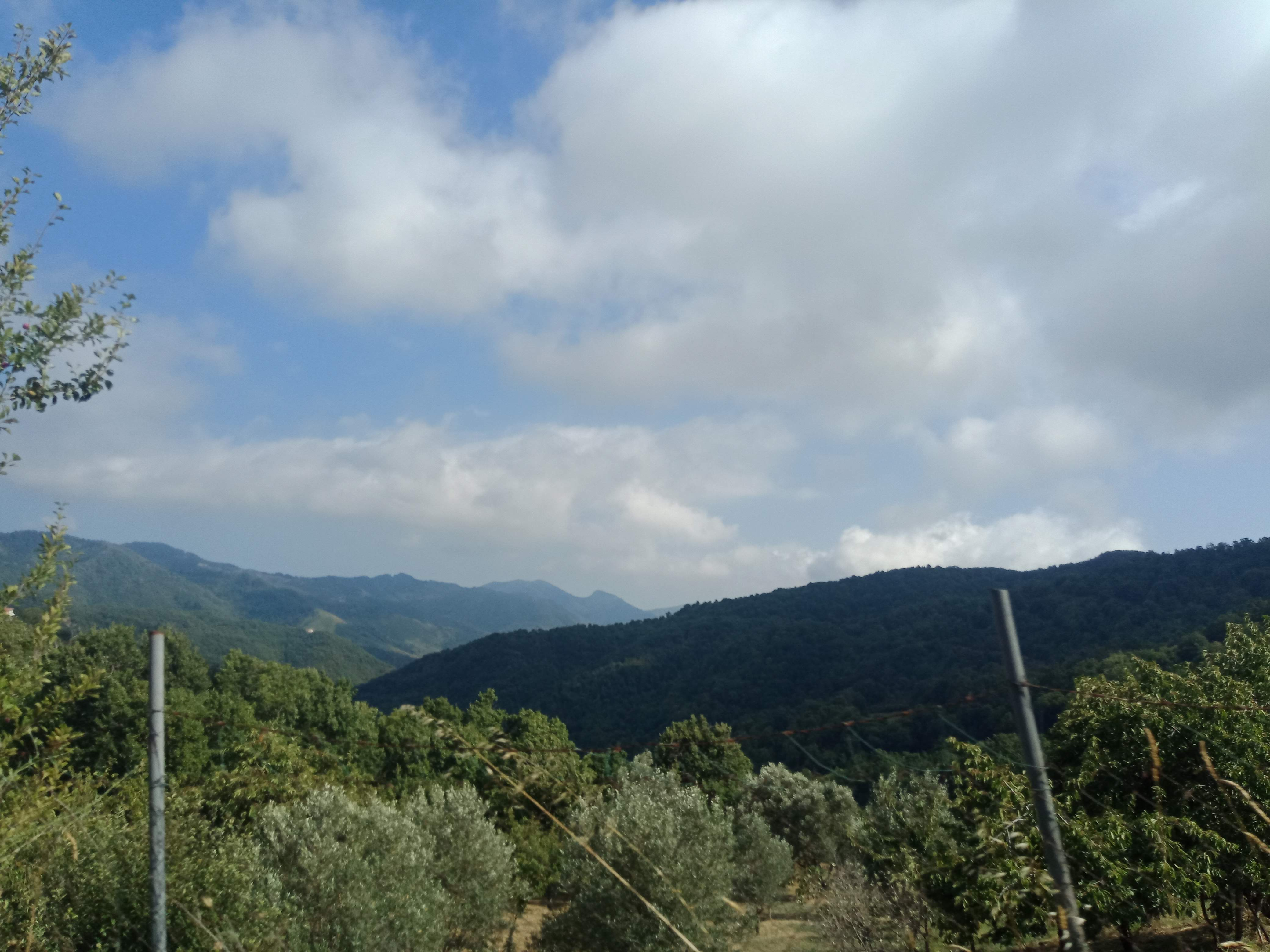
La Sila Piccola vista dall'area est di Cicala in località  Cintarella